# Вилла Дзено
Вилла Дзено (итал. Villa Zeno) — вилла (загородный дом), расположенная в Чессальто в провинции Тревизо области Венето, по дороге между Венецией и Триестом, северо-восточная Италия. Проект виллы 1550-х годов приписывают выдающемуся архитектору эпохи итальянского Возрождения Андреа Палладио.
В 1996 году вилла вместе с другими постройками Палладио включена в список Всемирного наследия ЮНЕСКО «Города Виченца и Палладиевых вилл Венето» (Città di Vicenza e Ville Palladiane del Veneto).

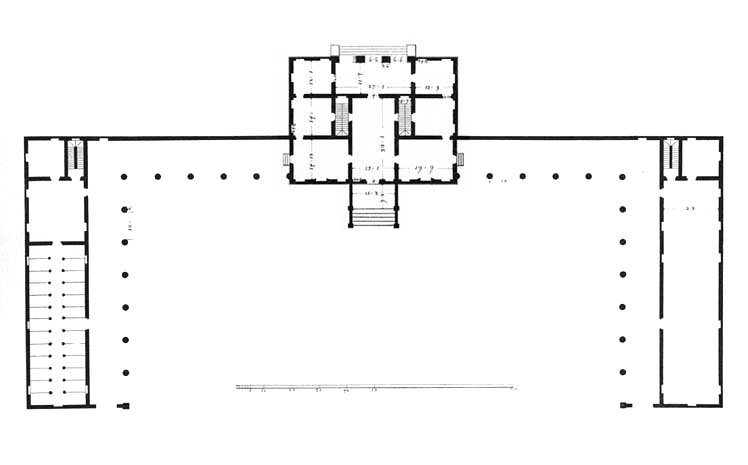
План виллы. Чертёж О. Бертотти-Скамоцци. 1781

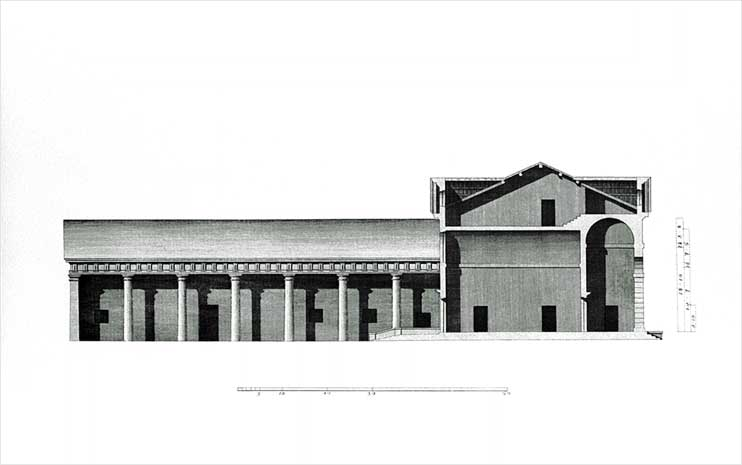
Разрез. Чертёж О. Бертотти-Скамоцци. 1781

## История
Датировка проекта виллы Дзено в Чессальто в точности не определена, это одна из наименее известных и, по расположению, самая восточная из палладианских вилл области Венето. Недавние гипотезы относят проект к 1554 году, когда Марко Дзено приобрёл право собственности на поместье Чессальто, и это хорошо согласуется с очевидным формальным сходством с другими виллами работы Палладио того же периода.
Изображение виллы Дзено Андреа Палладио включил в свой трактат «Четыре книги об архитектуре» (I Quattro Libri dell’Architettura, 1570). Проект имеет сходство с некоторыми другими описанными в трактaте виллами, такими как Вилла Сарачено. Она также напоминает виллу Кальдоньо, приписываемую Палладио, но не вошедшую в трактат.
Как обычно в таких случаях, вилла возведена на остатках прежде существовавшего здания и претерпела несколько перестроек. К палладианским особенностям архитектуры виллы относятся фасад с трёхарочной лоджией, кирпичная кладка со слоем штукатурки. Крыша покрыта старинной глиняной черепицей. Большое термальное окно фасада было заложено в XVIII веке. Вилла находится в плохом состоянии и нуждается в реставрации.